# محمود صبح (مترجم)
محمود صبح (1936-2022) شاعر ومترجم وباحث فلسطيني، ولد في مدينة صفد وهُجر مع عائلته إلى دمشق بسبب نكبة عام 1948. حصل على بكالوريوس اللغة العربية وآدابها من جامعة دمشق عام 1961 وشهادة الدبلوم في التربية وعلم النفس من ذات الجامعة. حصل على منحة من المعهد الإسباني العربي للثقافة لاستكمال دراسته العليا عام 1965، ودرجة الدكتوراة بإمتياز من جامعة مدريد عن أطروحته "الغزل في الشعر الأندلسي".
حاصل على وسام الثقافة والعلوم والفنون- مستوى الإبداع عام 2014 من الرئيس محمود عباس وذلك تقديراً لدوره المميز في إعلاء راية فلسطين، وتكريمًا لسيرته ومسيرته في الحفاظ على راية الثقافة الوطنية.
توفي في العاصمة الإسبانية مدريد في 22 شباط 2022

## حياته المهنية
عمل محمود صبح مدرسًا للغة العربية بمدينة الدار البيضاء بالمغرب، وبعد استقلال الجزائر مباشرة عام 1963 انتقل للعمل في مدارس وهران وسيدي بلعباس. وبعدها عاد إلى سوريا وعين مديراً لمدرسة إعدادية في حمص. وفي عام 1968 عُين أستاذًا بقسم اللغة العربية في كلية الآداب بجامعة مدريد وبقي فيها حتى عام 2006. منحه مجلس جامعة كمبلوتنسي بالإجماع لقب "أستاذ كرسي مميز" وهو لقب دائم لقليل من المتقاعدين.
فاز بجوائز شعرية كثيرة كان أولها عام 1958 عن قصيدة بعنوان "تاريخ أمة في حياة بطل" والتي نظمها المجلس الأعلى لرعاية الفنون والآداب في مصر، وبجائزة جامعة دمشق للشعر عام 1960 عن قصيدة "بطولة عربي في إهابِ شاعر" حول حياة المتنبي وشعره. وعام 1961 فاز بجائزة إتحاد جامعات الجمهورية العربية المتحدة للشعر عن قصيدة بعنوان "ملحمة الخلود". وواصل كتابة الشعر باللغتين العربية والإسبانية فانتشر شعره في إسبانيا ودول أميركا اللاتينية.
كانت له إسهامات عديدة بترجمة الشعر العربي للإسبانية منها كتابه شعراء المقاومة الفلسطينية الصادر عام 1969 بالإشتراك مع المستعرب الإسباني بيدرو مارتينيث مونتابيث، وكتابه تاريخ الأدب العربي الكلاسيكي الصادر عام 2002، وصدر له ديوان شعري وحيد باللغة العربية بعنوان "ديوان قبل..أثناء..بعد" عام 2015.
إختار مجلس الاتحاد الأوروبي قصيدة لمحمود صبح عن طليطلة نظمها بالعربية والإسبانية، أنموذجاً وحيداً للشعر الإسباني.

نعته وزراة الثقافة الفلسطينية وقالت في بيانها: "إن صبح كان أحد الأعلام الثقافية والتربوية الفلسطينية التي ساهمت في حضور فلسطين وقضية شعبنا وكفاحه ونضاله في المحافل العربية والدولية. سواء من خلال مسيرته الأكاديمية أو من خلال دوره الإبداعي الأدبي، ومن خلال جعله من إبداعه جسرا بين الحضارة اللاتينية والعربية الفلسطينية".
كما نعته الشاعرة فيكتوريا غمينيث قائلة: "لقد عرفنا فلسطين من خلالك، وأحببنا فلسطين من خلالك، وسندافع عن حق الشعب الفلسطيني لأجلك، نم بسلام يا أجمل الأصدقاء".